# 海龙县
海龙县，中国旧县名。
1913年由海龙府改置，治所在海龙城（今吉林省梅河口市东北海龙镇）。原属奉天省，1929年改隶辽宁省。1947年划属安東省。1949年属辽东省。1954年划归吉林省。1956年迁今市驻地梅河口镇。1985年撤销，改设梅河口市（县级市）。